# Бют-о-Кай
48°49′41″ пн. ш. 2°21′06″ сх. д. / 48.827972° пн. ш. 2.351568° сх. д.

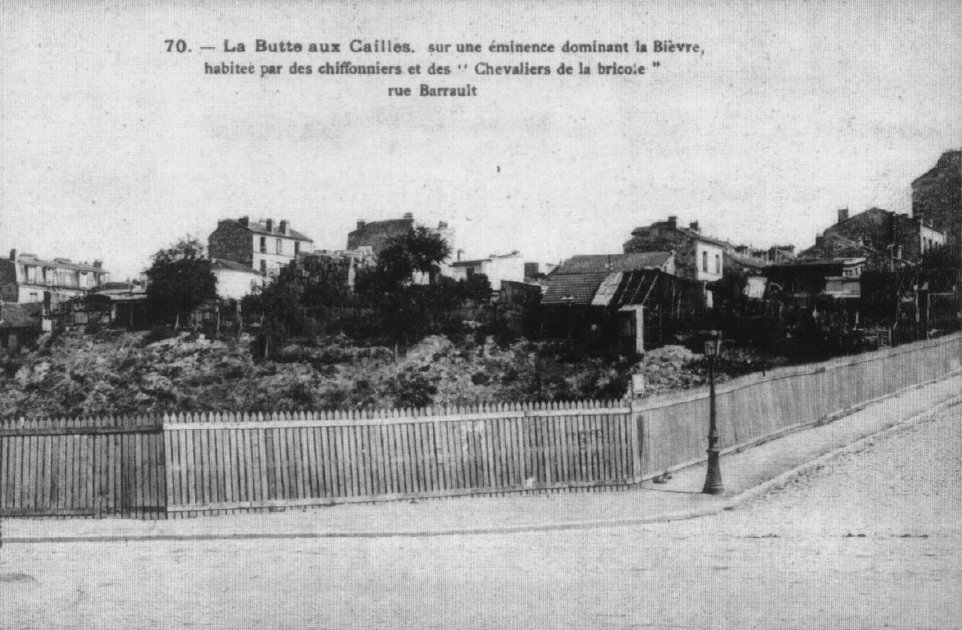
Стара поштова листівка з видом на Бют-о-Кай

Бют-о-Кай (фр. La Butte aux Cailles) — квартал в західній частині XIII округу Парижа, на захід від Площі Італії, нагадує провінційне селище через велику кількість приватних будиночків і неможливість зведення багатоповерхівок через те, що земля вкрита старими кар'єрами.

## Назва
Пагорб висотою 62 м над річкою Бьевр отримав свою назву від імені землевласника П'єра Кайя (Pierre Caille), який купив володіння в 1543 році.

## Історія
У XVII столітті тут видобували вапняк, а дубильні по берегах річки псували пейзаж і повітря.
У 1784—1785 рр. нова міська стіна Парижа впритул підійшла до Бют-о-Кай з півночі.
21 листопада 1783 року тут приземлилась повітряна куля маркіза д'Арланда і Пілатра де Розьє, які здійснили перший вільний політ в історії повітроплавання.
У 1860 році селище було офіційно приєднано до французької столиці в результаті включення всіх ближніх передмість в межі міста.
Артезіанський колодязь був виритий Франсуа Араго в 1866 р., і з 1893 р. він наповнює місцевий басейн водою, температура якої 28°С. З 1828 по 1910 рр. в ході технічних робіт русло місцевої річки було заховано під землю.
З моменту включення до складу Парижа, Бют-о-Кай зумів зберегти більшу частину своєї сільської атмосфери. Сьогодні район Бют-о-Кай збирає молодь в своїх численних невеликих барах і ресторанах.